# Stenocorus vittidorsum
Stenocorus vittidorsum là một loài bọ cánh cứng trong họ Cerambycidae.